# Борко Лајтхајм
Борко Лајтхајм (Београд, 16. април 1976) је српски шаховски велемајстор и потпредседник Шаховског савеза Београда.

## Каријера
Борко Лајтхајм је постао међународни мајстор шаха 2006. а велемајстор 2007. године.
Освојио је друго место на Меморијалном турниру "Урош Динић" (2013) иза Бранка Дамљановића. Лајтхајм је победио на 3. Међународном отвореном шаховском првенству „Мајданпек опен 2019“. Освојио је "Први меморијални турнир др Чедомира Ђукетића" у Бајмоку (2009). Победио је на 20. турниру у шаху „Видовдан 2017“ у Старим Бановцима.